# Revolta jueva contra Heracli
La revolta jueva contra Heracli fou una insurrecció jueva contra l'Imperi Romà d'Orient a tota la regió del Llevant en suport de l'Imperi Sassànida durant la guerra romano-sassànida del 602-628. La revolta començà el 613 amb la batalla d'Antioquia i culminà el 614 amb la presa de Jerusalem per forces perses i jueves i l'establiment de l'autonomia jueva. La revolta acabà amb la retirada de les tropes perses i la posterior rendició dels rebels jueus als romans el 625 o 628.

## Antecedents
Durant les primeres etapes de la guerra romano-sassànida del 602-628, el xahanxà Còsroes II decidí dur a terme un moviment tàctic establint una aliança amb la població jueva de l'Imperi Sassànida, amb la promesa de restablir un govern jueu a la Terra d'Israel, aleshores part de la província romana de Palestina Primera. Concloent aquest pacte amb Còsroes, Huixiel, fill d'un exiliat jueu, aconseguí reclutar un exèrcit amb 20.000 soldats a Pèrsia i marxà al Llevant amb les tropes perses.

## Revolta
Després de la seva victòria a Antioquia, l'exèrcit jueu, menat per Sarbar, arribà a Palestina Primera i conquerí Cesarea Marítima. S'hi uniren aleshores les forces comandades per Benjamí de Tiberíades (segons les fonts jueves, un home molt ric), que allistà i armà soldats de Tiberíades, Natzaret i les ciutats de les muntanyes de Galilea. Reforçat, l'exèrcit marxà aleshores cap a Jerusalem. Més tard, s'hi uniren els jueus del sud del país, així com un contingent d'àrabs. L'exèrcit combinat aleshores prengué Jerusalem el juliol del 614, després d'un setge de vint dies. Segons Antíoc l'Estrateg, desenes de milers de cristians foren massacrats durant la conquesta.

## Comunitat jueva
Malgrat que hi ha poques fonts sobre els fets dels anys següents, sembla que els jueus reberen permís per governar la ciutat i així ho feren durant els cinc anys següents. Els jueus de Jerusalem obtingueren el control de la ciutat i gran part de Judea i Galilea es convertiren en províncies jueves autònomes dins de l'Imperi Sassànida. En aquell moment, uns 150.000 jueus vivien en els 43 assentaments repartits pel territori.
Segons les fonts jueves, després de la conquesta de Jerusalem, Nehemies ben Huixiel fou nomenat governant de Jerusalem. Començaren les obres de reconstrucció del temple de Jerusalem i també una anàlisi de genealogia per fundar un nou conjunt de summes sacerdots. Aproximadament cinc anys després, els perses retornaren el control de la província als cristians en retirar les seves tropes, un acte vist com una traïció pels jueus.

## Resultat

### Restauració del domini romà
Les fonts difereixen enormement sobre allò que hauria succeït després de la revolta. Segons alguns, l'any 625, l'exèrcit romà d'Orient reconquerí el territori i es concedí una amnistia a Benjamí de Tiberíades i els altres jueus que havien fet causa comuna amb els perses. El 628, després de la derrota i mort de Còsroes II, Heracli entrà victoriós a Jerusalem. Els jueus de Tiberíades i Natzaret, sota el lideratge de Benjamí, canviaren de bàndol i s'hi uniren. Fins i tot s'afirma que Benjamí hauria acompanyat l'emperador en la seva entrada a Jerusalem.
Segons altres fonts, el retorn romà no fou tan pacífic al principi, i tingué com a conseqüència directa l'execució de Benjamí i altres revolucionaris a mans d'un tal Teodosi l'any 625.

### Massacre dels jueus (629)
L'any 629, la situació s'agreujà, provocant una gran massacre de la població jueva a tota la zona de Jerusalem i Galilea i causant una fugida massiva de desenes de milers de refugiats de Palestina cap a l'antic Egipte. Segons Eutiqui d'Alexandria (887-940), l'emperador hauria fet la pau amb els jueus si uns monjos fanàtics no l'haguessin instigat a dur a terme la massacre. Es diu que, com a contrició per la violació d'un jurament fet als jueus, els monjos es posaren a dejunar, costum que encara mantenen els coptes. Tanmateix, aquestes afirmacions són discutides per l'Església Copta.
Conten que Heracli havia somiat que una gran destrucció amenaçava l'Imperi Romà a mans d'un poble circumcís (cosa que de fet es produí amb la conquesta d'extenses franges de territori als segles següents pels musulmans). Per tant, es proposà destruir tots els jueus que no es convertissin; hi ha informes que aconsellà a Dagobert, rei dels francs, que fes el mateix. En aquella època, la situació dels jueus era tan desesperada que la Sibil·la Tiburtina afirmava que tota la comunitat jueva de l'imperi es convertiria en 120 anys.

### Invasió dels exèrcits musulmans
Després de la derrota de l'imperi persa, sorgí una nova amenaça, el Califat dels Raixidun, a la regió. Heracli provà de consolidar i assegurar els seus guanys. L'any 638, l'Imperi Romà perdé completament el control de Judea a mans dels àrabs. L'imperi àrab islàmic, sota el comandament del califa Úmar, conquerí Jerusalem, Mesopotàmia, el Llevant i la Egipte.

## En la literatura
Els esdeveniments de les batalles romano-perses al Llevant i la posterior conquesta àrab inspiraren diversos escrits jueus apocalíptics en l'alta edat mitjana. N'és un exemple l'Apocalipsi de Zorobabel, que es refereix en part als esdeveniments de la conquesta jueva de Palestina Primera l'any 614.